# Sciomesa betschi
Sciomesa betschi là một loài bướm đêm trong họ Noctuidae.